# Niemiecka Partia Prawicowa
Niemiecka Partia Prawicowa (niem. Deutsche Rechtspartei, DRP) – skrajnie prawicowa i nacjonalistyczna partia niemiecka istniejąca w latach 1946–1949.
Powstała w czerwcu 1946 w Hamburgu po połączeniu Deutsche Aufbau-Partei i Deutsche Konservative Partei. Pod nazwą DRP funkcjonowała w Dolnej Saksonii, w innych krajach jako DRP-DKP (Deutsche Rechtspartei-Deutsche Konservative Partei).
Miała niejednolite oblicze ideowe i polityczne, w jej programie obecny był autorytaryzm i nacjonalizm, propagowała tezy o „narodzie bez przestrzeni”.
Odniosła pewne sukcesy wyborcze, wprowadziła pięciu posłów do pierwszego Bundestagu w 1949 r. (w Dolnej Saksonii uzyskała 8,1% głosów), w wyborach komunalnych w Wolfsburgu w 1948 uzyskała 17 spośród 25 miejsc w radzie miejskiej.
W 1948 r. zmieniła nazwę na Partia Niemiecka-Niemiecka Partia Konserwatywna. W końcu 1949 w wyniku tarć wewnętrznych nastąpił rozkład partii, część działaczy odeszła do Socjalistycznej Partii Rzeszy.